# Domaszków (powiat wołowski)
Domaszków (do 1945 niem. Dombsen) – wieś w Polsce położona w województwie dolnośląskim, w powiecie wołowskim, w gminie Wołów.

## Podział administracyjny
W latach 1975–1998 miejscowość należała administracyjnie do województwa wrocławskiego.

## Nazwa
Według Heinricha Adamy'ego nazwa miejscowości należy do grupy nazw patronomicznych i pochodzi od staropolskiego imienia założyciela oraz pierwszego właściciela Domasława. Złożone jest ono z dwóch członów Doma- - "dom"; psł. *domъ - "pomieszczenie, gdzie człowiek żyje ze swoją rodziną" oraz "sław" - "sławić". Imię to oznacza sławiącego swój dom lub przynoszącego swojemu domowi sławę. W swoim dziele o nazwach miejscowości na Śląsku wydanym w 1888 roku we Wrocławiu Adamy wymienia jako najstarszą zanotowaną nazwę miejscowości Domaslawice podając jej znaczenie "Dorf des Domeslaw" czyli po polsku "Wieś Domasława". Nazwa wsi została później zgermanizowana na Domsen, a później Dombsen i utraciła swoje pierwotne znaczenie.

## Turystyka
Niedaleko wsi znajduje się Park Krajobrazowy Dolina Jezierzycy, a przez miejscowość biegnie trasa rowerowa. W Domaszkowie znajdują się 2 jeziorka zarybione przez PZW, nad jednym z nich wytyczone jest pole namiotowe.